# Protistín

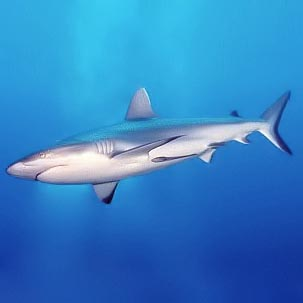
Žralok spanilý patří k jedněm z mnoha mořských živočichů, jejichž zbarvení využívá principy protistínu

Protistín je u některých zvířat maskovací technika, při níž dochází k postupnému přechodu tmavého zbarvení dorzální (hřbetní) strany těla na světlejší ventrální (břišní) část. Tento přechod je znám u mnohých druhů savců, plazů, ptáků, ryb i hmyzu.
Při dopadu světla shora na trojrozměrný objekt se spodní část objektu jeví jako tmavá a horní jako světlá. Tím dochází k poměrně jasně zřetelnému zvýraznění objektu / těla živočicha. Princip protistínu spočívá v potlačení tohoto efektu, takže se objekt / živočich detekuje hůře. Z živočichů takto mohou být zbarvení predátoři (např. ploutvonožci či žraloci) i kořist (např. jeleni). Vedle živočišné říše je využíván princip protistínu i v armádě.